# How Long (canção de Tove Lo)
"How Long" é uma canção da cantora e compositora sueca Tove Lo. Lo co-escreveu a canção com Sibel Redzep, ao lado de seus produtores Ludvig Söderberg e Tim Nelson. Foi lançada pela Interscope Records em 26 de janeiro de 2022. A canção foi dada à série original da HBO Euphoria para a trilha sonora de sua segunda temporada, onde foi apresentada em seu quarto episódio, “You Who Cannot See, Think of Those Who Can”. Na música, o narrador descobre que seu parceiro os traiu, e como isso os faz se arrepender de não perceber, fazendo referências à relação entre os personagens Maddy e Nate.

## Antecedentes e lançamento
Em 2019, Tove Lo prenunciou sua aparição no universo Euphoria durante um “Você prefere?” jogo com o The Fader. Quando perguntada se ela preferiria criar um programa de TV para sua personagem Sunshine Kitty ou escrever uma trilha sonora, sua escolha foi a última: 
Acho que faria música para a trilha sonora, porque fazer música é minha coisa favorita. […] Acho que algo no mundo de Euphoria misturado com Superbad.
Em 22 de janeiro de 2022, Lo provocou o título da canção com postagens em sua conta no TikTok e Instagram. "How Long" foi anunciado em 24 de janeiro, quando Lo postou no Instagram e Twitter o link de pré-salvamento junto com um vídeo onde revelava a capa do single e sua data de lançamento para 26 de janeiro de 2022.

## Composição
"How Long" foi escrita por Lo, em conjunto com Sibel Redzep (responsável por co-escrever "Blow That Smoke") e seus produtores Ludvig Söderberg (conhecido como The Struts, este trabalhou com Lo em vários de seus projetos) e Tim Nelson (do Karma Fields). O mesmo revelou que a música não foi escrita especificamente para Euphoria, porém a equipe da série gostou e queria usá-la depois na série. 
Musicalmente, “How Long” mergulha na feiura da angústia com uma batida propulsiva de nu-disco e electropop, onde sintetizadores serpenteiam em torno da faixa, que constrói de um verso frio e distante a um refrão cauteloso e apaixonado. Em sua letra, a cantora detalha a luta para superar um ex-amante. “Há quanto tempo você ama outra / Enquanto eu estou sonhando conosco juntos / Ela conseguiu o melhor de você / Parte de mim sempre soube”, ela canta em seu refrão. “Há quanto tempo você tenta acabar com isso / Enquanto eu estou me culpando por consertar isso / Quanto tempo.”
Lo explicou as origens da música em um comunicado. “‘How Long’ é sobre amor, traição e negação. Foi uma das poucas músicas que se juntaram para mim durante a quarentena, e a acho tão linda em toda a sua escuridão”, disse ela. “Estou tão honrada por fazer parte de Euphoria, um programa que eu amo tanto por causa de sua crueza e narrativa provocativa.”

## Vídeo de música
Um vídeo com a letra de "How Long" dirigido por Zack Sekuler e Anythingshop estreou em 26 de janeiro de 2022, junto com o lançamento do single. O videoclipe lançado em 10 de fevereiro, dirigido por Kenten, mostra a cantora em um vestido dourado cintilante e botas — capturando a essência do glamour vintage de Hollywood — enquanto ela se move roboticamente enquanto as lágrimas escorrem pelo seu rosto. Em 12 de abril, ela lançou um vídeo em formato vertical em suas redes sociais de uma versão acústica da canção, gravada diretamente de sua casa.

## Faixas e formatos
Download digital/streaming
1. "How Long" – 3:19

## Equipe e colaboradores
Equipe e colaboradores adaptado de Tidal.
Gestão
Publicado pela Interscope Records — distribuído por Universal Music Group
Músicos & Técnico
- Tove Lo — vocais, composição, letras
- Ludvig Söderberg — composição, letras, produtor
- Tim Nelson — composição, letras, produtor
- Sibel Redzep — composição, letras
- John Hanes — engenheiro de mixagem
- Reuben Cohen – engenheiro de masterização
- Serban Ghenea — engenheiro de mixagem, mixagem

Vídeo de música
- Direção — KENTEN
- Produtora — PRETTYBIRD
- Produtor executivo — Candice Dragonas, Tove Lo, Charlie Twaddle
- Produtor de linha — Nandi George
- Maquiagem — Lily Keys
- Estilista de cabelo — Preston Wada
- Estilista — Annie e Hannah
- Direção de movimento — Theresa “Toogie” Barcelo

Créditos do vídeo retirados do site YouTube.

## Histórico de lançamento
| Região | Data                  | Formato                    | Versão   | Gravadora  | Ref.          |
| ------ | --------------------- | -------------------------- | -------- | ---------- | ------------- |
| Várias | 26 de janeiro de 2022 | Download digital streaming | Original | Interscope | [ 13 ] [ 14 ] |